# 2023年夏威夷山火
2023年8月8日起，美國夏威夷州茂宜島爆發嚴重山火災情，火勢迅速蔓延全島，同時也對鄰近的夏威夷島及歐胡島造成了一定影響。由於受到風助燃的影響，山火導致了廣泛的撤離行動，同時也造成大面積的破壞。夏威夷州政府於8月8日簽署了緊急命令，宣布全境進入緊急狀態。
緊急命令授權實施多項關鍵舉措，包括啟動夏威夷國民警衛隊，夏威夷應急管理局調派相關人員參與災情應對工作。夏威夷緊急管理署主任以及緊急管理署管理員也獲得了相應權力，以採取必要措施來有效管理並應對山火災情。此外，為了緩解山火和颶風多拉可能帶來的複雜情況，州政府還決定動用州一般稅收基金，以確保應急救援和恢復工作得以順利進行。
8月10日，美國總統喬·拜登發布聯邦重大災難聲明。夏威夷州州長喬西·格林稱此次山火是夏威夷歷史上「最嚴重的自然災害」。
截至9月，官方记录的死亡人数為97人。夏威夷山火是自2018年營溪大火以來美國最嚴重的火災，也是自1918年克洛凱火災以來美國死亡人數最多的火災，太平洋災害中心和聯邦緊急事務管理署估計超過2,200座建築物被毀，絕大多數是住宅，火災造成的損失估計約為60億美元。

## 背景

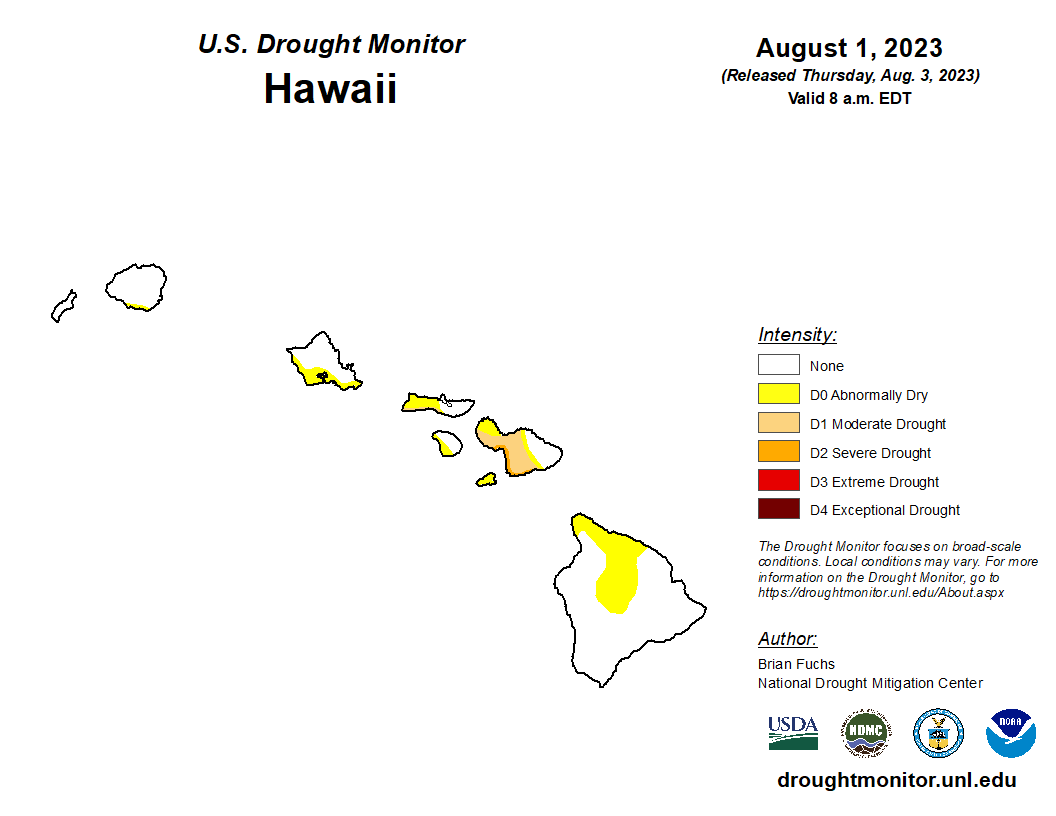
美國干旱監測顯示截至2023年8月1日夏威夷群島的干旱狀況。

近幾十年來，夏威夷的山火燒毀區域呈顯著增加趨勢，幾乎增加四倍。這一明顯的增加趨勢歸因於外來植被的蔓延，以及更加炎熱和乾燥的氣候條件。在山火發生時，茂宜島超過三分之一的地區受到中等乾旱條件的影響，其中一些地區甚至遭遇了嚴重干旱的情況。美國國家氣候評估顯示，夏威夷島嶼的降雨量減少與人類活動引起的氣候變化的預測結果是一致的。
根據美國干旱監測中心提供的數據顯示，2023年8月1日，夏威夷正面臨嚴重的乾旱問題。在其月度季節展望中，國家聯合機構火災中心（NIFC）預測八月份夏威夷存在著「異常正常」的重大野外火災潛在風險，這種風險主要集中在島嶼的風向背風側。NIFC不僅指出上一個雨季植被生長豐富和乾旱擴大的問題，還強調“熱帶氣旋在接近島鏈時可能帶來多風和乾燥條件，從而可能進一步加劇火災蔓延的風險。（pp. 1, 2, 7）
2023年8月初，夏威夷北部出現高氣壓系統覆蓋在島嶼上空，導致該地區天氣變得溫暖且晴朗。與此同時，四級颶風多拉距離南部海域數百英里，引發高氣壓和低氣壓高氣壓系統之間的氣壓差增大，從而在島嶼上引發強烈的梯度。茂宜縣的官員報告稱，在上述地區，颶風風暴中出現了每小時80英里的陣風。類似現象在2017年葡萄牙森林大火的情況中也曾發生，當時颶風歐菲莉亞經過該地區時也引發了類似的氣象情況。這種複雜的氣象現象進一步增加山火和災害擴散的潛在風險。

## 火災

8月8日火災的衛星紅外影像

2023年8月7日夏威夷-阿留申時區上午5時（協調世界時15時），位於檀香山的美國國家氣象局辦事處發出了一則紅旗警告，要求所有島嶼的風向地區在8月9日早晨之前保持警惕，警告指出「非常乾燥的燃料結合強風、陣風和低濕度，將在周二晚上形成危險的火災氣象條件」。並預測東風將達到每小時30至45英里（48至72公里）的速度，並伴有超過每小時60英里（97公里）的陣風。在毛伊縣，官員報告稱茂宜島的風速可能高達每小時80英里（130公里）。
8月8日，強風導致許多电线杆倒塌。截至當地時間下午4時55分（協調世界時2時55分），茂宜島上報告了約30根倒下的電線桿，造成島上至少15次不同的停電，影響了超過12,400名使用者。此時，西茂宜島的部分地區從當天上午4時50分（協調世界時14時50分）開始就已經斷電。
截至8月12日，毛伊岛山火火势大部分得到控制。

### 茂宜島

#### 庫拉
首次爆發的火災事件發生在8月8日凌晨12點22分（協調世界時10點30分），地點位於茂宜島山區的庫拉社區奧林達路附近。在此之後，從下午3點20分開始，宣布對於附近居民進行疏散命令。至8月9日，火災已肆虐了約1,000英畝（400公頃）的土地。燒毀約544棟建築物，其中96％為住宅結構。

#### 拉海納

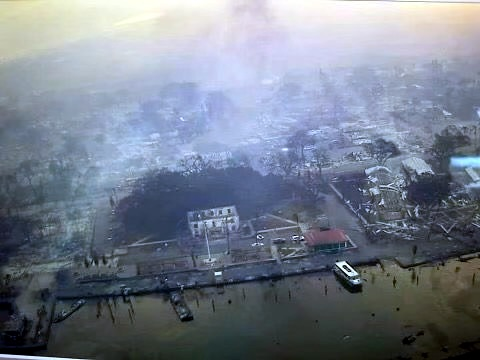
被大火摧毀的拉海納榕苑公園

茂宜島西部的拉海納於8月8日清晨發生最為嚴重的火災，儘管起因尚不明確。在當地時間8月8日早上6時37分（協調世界時16時37分），首次報告一起位於拉海納路旁的3英畝（1.2公頃）灌木火災，隨後幾分鐘後，位於鎮東北部的拉海納中學區域進行了疏散。根據茂宜縣報告稱，在當地時間上午9點（協調世界時19點），該火災已被100%控制。然而，大約在當地時間下午3點30分左右（協調世界時1點30分），又有消息稱火災再次爆發，迫使拉海納沿海公路封閉，並在附近地區進行了疏散。位於城鎮西部的居民得到留在原地避難的指示。
隨著風勢加劇，野火規模和強度迅速增長。火焰穿越社區的東北部地區，然後向西南方向移動，沿著山坡下坡，接近太平洋海岸和卡霍瑪社區。大約在當地時間下午4點46分（協調世界時2點46分），據報導火災已越過夏威夷30號公路，進入拉海納市區，在幾乎沒有事先通知下，居民被迫使進行自主疏散。到當地時間下午5點45分（協調世界時3點45分），火災已蔓延至海岸線，美國海岸警衛隊首次得知有人在拉海納跳入海中逃離火災的消息。
儘管夏威夷州擁有全球最大的集成戶外警報系統，但只在自然災害發生時使用，茂宜島上有超過80個警報器，然而在火災期間並未啟動民防警報。一些居民後來告訴記者，直到他們遇到煙霧或火焰時才了解發生了什麼事情，因為在大部分時間內，拉海納地區的電力和通信都處於中斷狀態。還有參與救火的消防員表示，消防栓幾乎無水供應。
截至8月12日，已確認至少有93人在拉海納及其周圍地區喪生，而這僅僅是搜索3%的區域。隨著聯邦緊急管理署（FEMA）的搜尋和救援專家對被燒毀建築的內部進行搜索，死亡人數有望進一步上升。目前只有極少數受害者得以確認身份。截至8月11日，死亡人數為67人，但該數字僅反映在建築物外部發現的受害者，因為當地當局一直在等待FEMA派遣其專業人員。根據聯邦官員的說法，許多在建築物外部發現的受害者「據信是在車內死亡」。截至8月17日，遇难人数為111人。拉海納境内的很多建筑和车辆被喷上“X”字样，意味着其中有尚未被识别身份的遇难者遗体。截至2023年9月15日，經身份確認後，遇难人数下修至97人死亡，仍有31人下落不明。
火災燒毀了2170英畝（880公頃）的土地。預測和應變協調中心（PDC）和FEMA估計，有2207棟建築被摧毀，總共有2719棟建築受到火災影響。截至2023年8月11日，損失估計達55.2億美元。其中包括許多歷史建築物。

#### 基黑

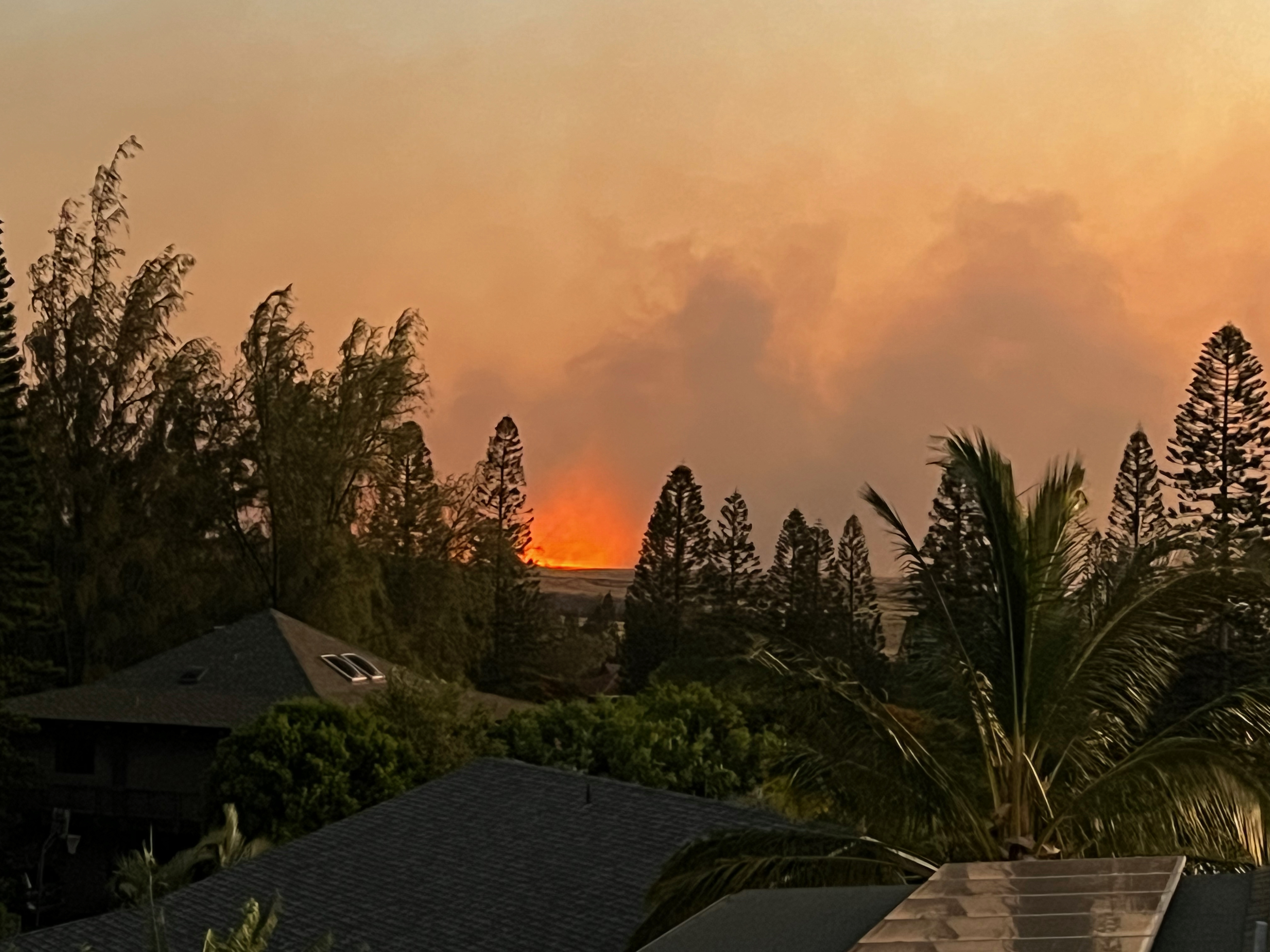
8月8日夏威夷基黑上空的火災

位於基黑的第三次重大火災也導致附近居民疏散。

#### 奧林達
截至8月19日，奧林達的过火面积超过437公顷。

#### 其他地方
8月26日，毛伊島西部的灌木叢再次發生火災。當局對當地發布疏散令。

### 夏威夷島
在夏威夷島，北科哈拉區和南科哈拉區的社區因為迅速蔓延的火災而緊急疏散。而在8月9日，納勒胡和帕哈拉社區附近也爆發了幾場灌木火災，不過這些火災得到了迅速的控制。
夏威夷縣市長米奇·羅斯表示，目前沒有關於島上有人受傷或房屋被毀的報告。

### 歐胡島
八月第一周，歐胡島發生多起灌木叢火災，消防部門資源緊張。火勢於8月4日得到控制，但該島的南側和西側仍面臨火災風險。

## 影響

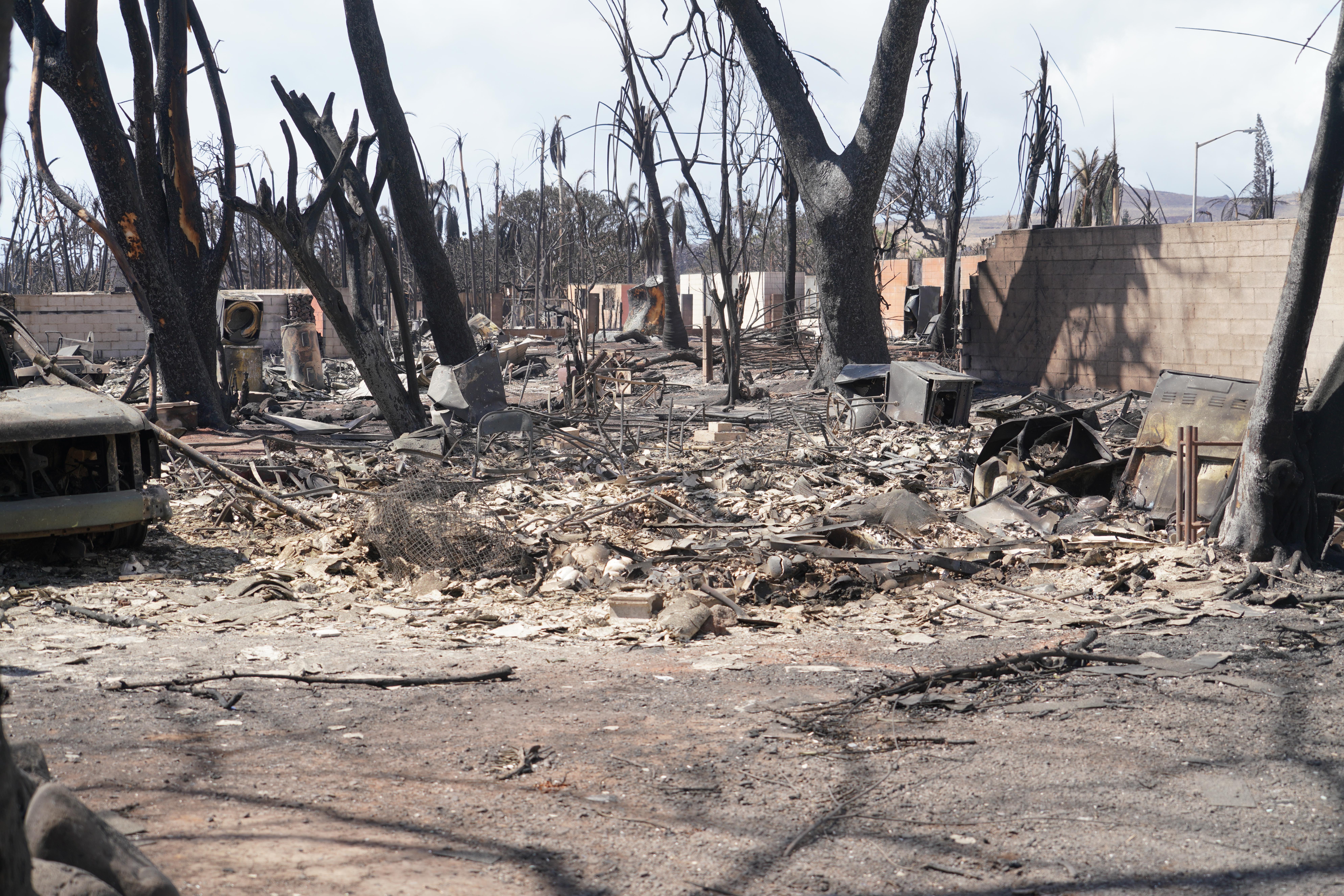
拉海納被燒毀的建築遺跡.

夏威夷州州長喬什·格林（Josh Green）將此次山火稱為夏威夷歷史上「最嚴重的自然災害」。這是美國歷史上第五最致命的山火，也是自1918年導致453人死亡的克洛凱火災以來最致命的山火。

### 傷亡情況
2023年8月9日，茂宜島的火災已確認造成36人死亡。市長此前曾指出，當局仍處於「搜尋和救援模式」，傷亡人數可能會變化。夏威夷州長喬希·格林在8月9日的聲明中表示，由於火災因素，「預計會有一些生命損失」。西茂宜島的死亡人數使其成為夏威夷州有記錄以來最致命的野火。截至8月10日，據報導至少有53人死亡，超過1,700座建築受到影響，其中包括幾座歷史地標。
截至8月9日，至少有二十名居民在茂宜島醫院接受了治療。其中六名傷者的其中三人燒傷嚴重，已由空中救護車從毛伊島運送到瓦胡島上的醫院。
2023年8月13日，拉海納已有超過百人命喪大火。截至8月24日，此次大火仍有338人失蹤。截至9月1日，失蹤人數為385人。

### 損害

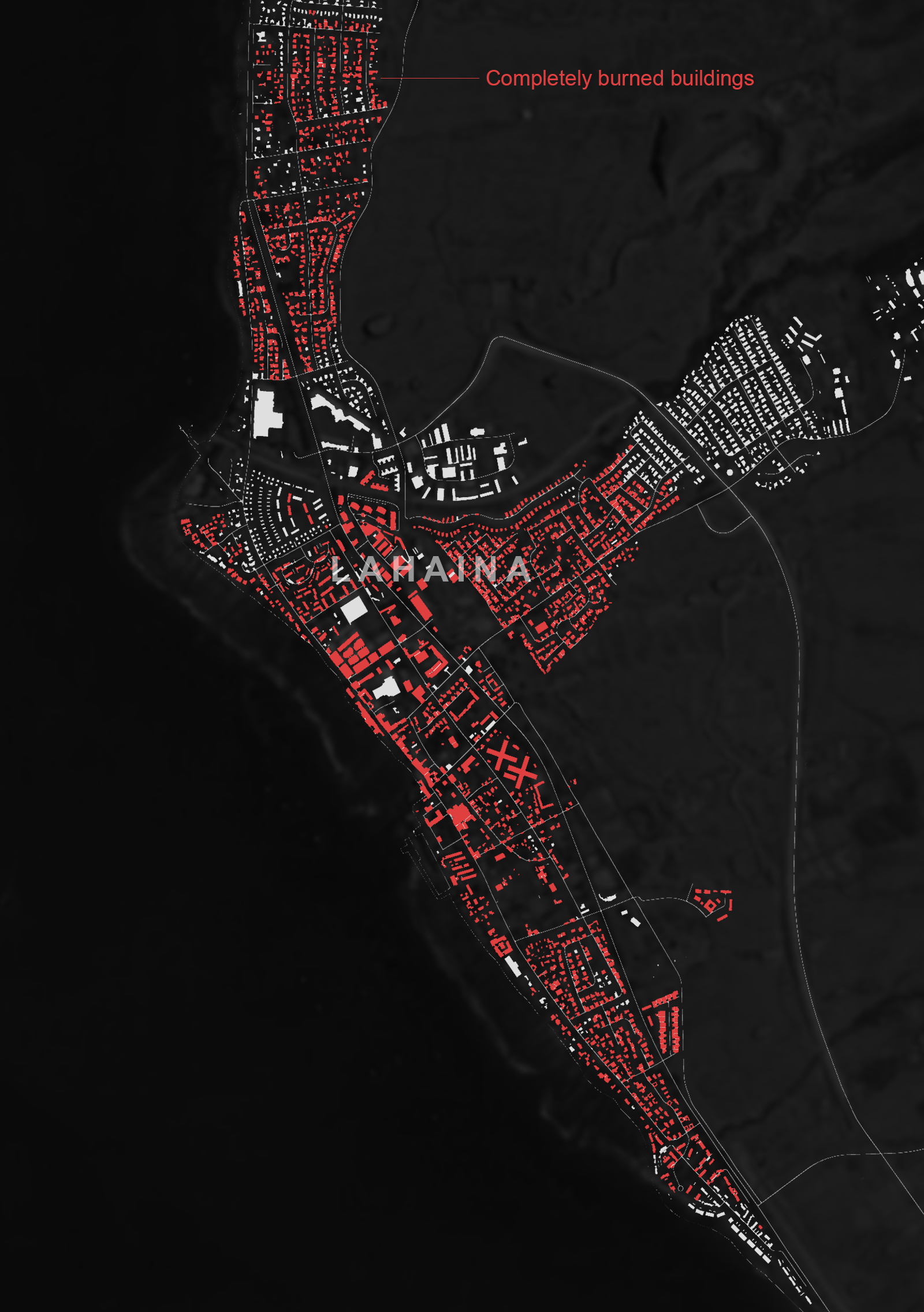
拉海納地圖，紅色標示建築為拉海納在大火中被摧毀的建築物。

茂宜島的大火主要摧毀了拉海納的大部分區域，其中包括超過2,200座建築受損或被毀，其中包括位於前街（Front Street）中心的拉海納歷史區（Lāhainā Historic District）的大部分建築。在被燒毀的建築中，有96%是住宅。拉海納歷史區在1962年被指定為国家历史地标，過去曾是夏威夷王國的首都，在被摧毀的建築物中，包括懷奧拉教堂和拓荒者客棧
美國最大的榕樹拉海納大榕樹在火災後大部分樹葉被燒焦，但仍然倖存。根據8月11日的影像顯示，當地官員正在澆水以幫助榕樹恢復。至少有一些綠葉似乎還存活，樹根、樹乾和樹枝基本沒有受損。
茂宜島縣議會代表拉海納地區的議員塔瑪拉·帕爾廷（Tamara Paltin）在接受《檀香山星广报》（Honolulu Star-Advertiser）的簡短採訪中，報告拉海納歷史區中一些被摧毀或嚴重損壞的歷史地標，包括：
- 懷奧拉教堂（英语：Waiola_Church）：主要聖殿、附屬建築和社交大廳被燒毀，這座教堂在2023年5月慶祝其成立200週年，其墓地曾是夏威夷皇室成員的安息地，包括創立該教堂的凱奧普奧拉尼女王（英语：Keōpūolani）。[63]
- 瑪麗亞·拉納基拉天主教堂（英语：Maria_Lanakila_Catholic_Church）：在1858年啟用，與早期報導相反，主教堂建築和尖頂未被毀，大部分保持完好，但屋頂和內部可能受到了輕微損壞。
- 拉海納淨土寺，建於1912年的日本淨土宗佛教寺廟，位於北拉海納，自1932年起位於當前位置。
- 拓荒者客棧（英语：Pioneer_Inn）：一座由喬治·艾倫·弗里蘭（George Alan Freeland）於1901年建造的地標性城鎮旅館。
- 納·愛卡納文化中心：當地重要的文化中心，曾為國際碼頭和倉庫工會（英语：International_Longshore_and_Warehouse_Union）在對抗拓荒者糖廠（ Pioneer Mill ）的罷工期間的罷工工人提供食堂。
- 拉海納法院（英语：Lahaina_Banyan_Court_Park#Lahaina_Courthouse）：最初於1860年作為貿易和捕鯨船的海關大樓使用，該建築的屋頂在大火中完全被摧毀，位於嚴重受損的拉海納榕苑公園（英语：Lahaina Banyan Court Park）中。
  - 原設於法院大樓內的拉海納遺產博物館及其收藏品也被摧毀，該館的藏品包括拉海納歷史時期的文物，如古老夏威夷時期、夏威夷王國和君主制、種植園時期以及捕鯨時代的文物。博物館文件的副本在火災前已經數位化並存儲在線上。

其他被摧毀的歷史遺跡包括1834年至1835年間建造的鮑德溫之家博物館，全部被焚毀。鮑德溫之家是茂宜島上歷史最古老的房屋，其中收藏傳教士德懷特·鮑德溫在19世紀用來對茂宜島大部分人口接種天花疫苗的醫療工具、貝殼收藏品以及來自東海岸的家具和搖椅等歷史物品。專供拉海納華人人口而建造的和興會館（Wo Hing Society Hall）也被焚毀，該建築於20世紀初建造，並於20世紀80年代修復成為和興博物館（Wo Hing Museum）。此外，火災還摧毀了受影響地區的多個移動通信基站，導致服務中斷以及無法使用911緊急電話服務。
在庫拉社區附近燃燒的野火，摧毀了至少兩座房屋。作為著名的季前大學男子籃球比賽場地，拉海納市民中心在受到輕微損壞後，目前仍然基本保持完好，儘管之前曾用作疏散中心而被撤離。目前尚不清楚計劃於11月舉行的2023年比賽是否會在茂宜島舉行，或者是否會移至美國本土。

### 疏散
山火迫使拉海納、卡納帕利、基希和庫拉等地的數千名居民和遊客進行大規模疏散。美國海岸警衛隊證實，他們已經救援17人，這些人跳入拉海納的海中以逃離火災。截至8月9日，毛伊島上有超過2100人仍在避難所中。正在度假的舊金山市長倫敦·布里德也是從茂宜島撤離的人之一。
據估計，截至2023年8月9日，約有11,000人透過卡互陸伊機場飛離茂宜島。截至8月12日，約有40,000人離開了茂宜島。
截至8月10日，美國航空、西南航空、夏威夷航空和阿拉斯加航空公司已經增加了前往卡互陸伊機場的航班，以幫助島上的人疏散。美國航空還將一架空中客车A321換成波音777以進一步增加容量。據報導，這四家航空公司還免除了受影響乘客的票價取消罰款和票價差額費用，夏威夷航空和西南航空還提供臨時19美元島內航班，有效期至8月11日。
夏威夷州官員制定了計劃，在檀香山的夏威夷會議中心為遊客和數千名被迫離開家園的居民提供住所，截至8月10日，已有超過100人入住。
在8月8日的火災席捲拉海納後，茂宜縣在夏威夷0/340號公路上設置了檢查站，封鎖了前往西毛伊的所有公共通道。在接下來的三天裡，封鎖措施給仍然完好的社區的居民帶來了困境，因為他們的藥物、食物和燃料儲備短缺，其他居民和遊客發現自己處於封鎖區域之外，希望能回到社區取回自己的物品。
2023年8月11日，該縣重新開放了馬利亞的30號公路檢查站，然而在五個小時內再次關閉，原因是有人試圖進入被封鎖的拉海納地區。

### 訴訟和爭議
八月山火的責任仍然是重大調查和公眾猜測的話題。毛伊島的主要電力公司夏威夷電力實業（Hawaiian Electric Industries Inc.）通知其客戶，由於東風低層強風影響，包括拉海納在內的西毛伊島的電力線路中斷，該公司成為人們關注的焦點。斷電與火災爆發之間的相關性加劇了公眾的信念，即電線可能是火源。截至8月14日，至少有一起針對夏威夷電力公司的訴訟，該公司的股票價值顯著下跌。8月24日，夏威夷州毛伊县政府加入起诉夏威夷电力公司的行列。毛伊县政府認為，如果夏威夷電力能即时切断供电线路，就能避免大火的蔓延。
缺乏足夠的預警和準備也成為焦點。儘管夏威夷擁有先進的綜合戶外警報系統，但毛伊島的80個專為應對海嘯和其他災害而設計的警報器在大火燃燒時仍然保持沉默。夏威夷緊急事務管理局將火災的迅速蔓延和現有的地面響應協調缺乏導致了火災的啟動。儘管居民收到了其他警報，例如手機通知，但這些消息的強度和緊迫性被認為不夠。許多人將它們與高優先級的海嘯警報進行了不利的比較，這表明居民可能出現警報疲勞，頻繁的、不太緊急的警報可能會削弱人們對真正威脅的感知重要性。
拉海納山火還暴露了該州野火準備工作中的缺陷。在2021年的一份報告中，夏威夷官員將野火風險評為“低”，儘管火災面積不斷增加，乾旱和非本地草類帶來的危險也不斷增加。該報告批評資金不足和缺乏防火策略。這場火災與多拉颶風同時發生，颶風的風使火勢更加惡化。儘管官員們意識到同時發生的自然災害帶來了挑戰，但該州尚未做好應對此類事件的準備。此前的山火起到了警示作用，但風險並未得到充分解決。據夏威夷野火管理組織稱，夏威夷的火災管理預算未能跟上日益增長的威脅。非原生易燃草仍然廣泛存在，增加了火災風險。氣候學家艾比·弗雷澤（Abby Frazier）強調夏威夷極其容易發生野火，並呼籲採取更認真的防火措施。2021年毛伊縣報告建議進行火災危險風險評估並更換非本地草，但尚不清楚這些建議是否得到落實。
夏威夷土地和自然資源部的一名州官員推遲了西毛伊島土地公司放水以保護其財產的請求，直到為時已晚。

### 假新闻
火災發生後，社交媒體上發布了各種有關火災的虛假和誤導性言論。有些包含被篡改的圖像或其他不相關事件的圖像，這些圖像被呈現為來自火災，通常表面上表明涉及定向能武器或“太空激光”。 其他帖子聲稱野火不會自然發生，或者植被不會在自然火災中留下。這些說法都是錯誤的。

## 回應

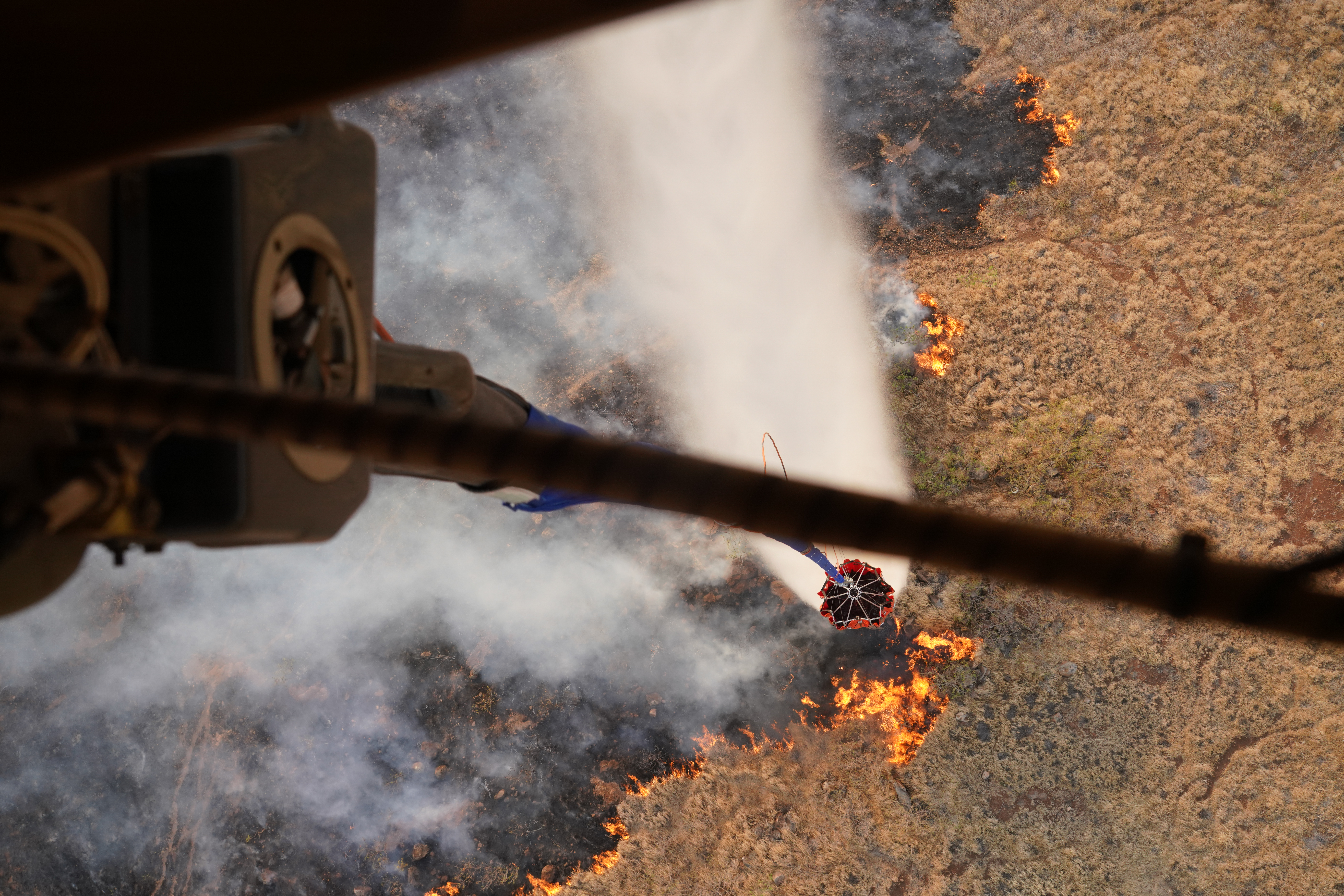
8月9日，一架夏威夷陸軍國民警衛隊CH-47 契努克直升機在毛伊島野火中進行空中水桶投放滅火.

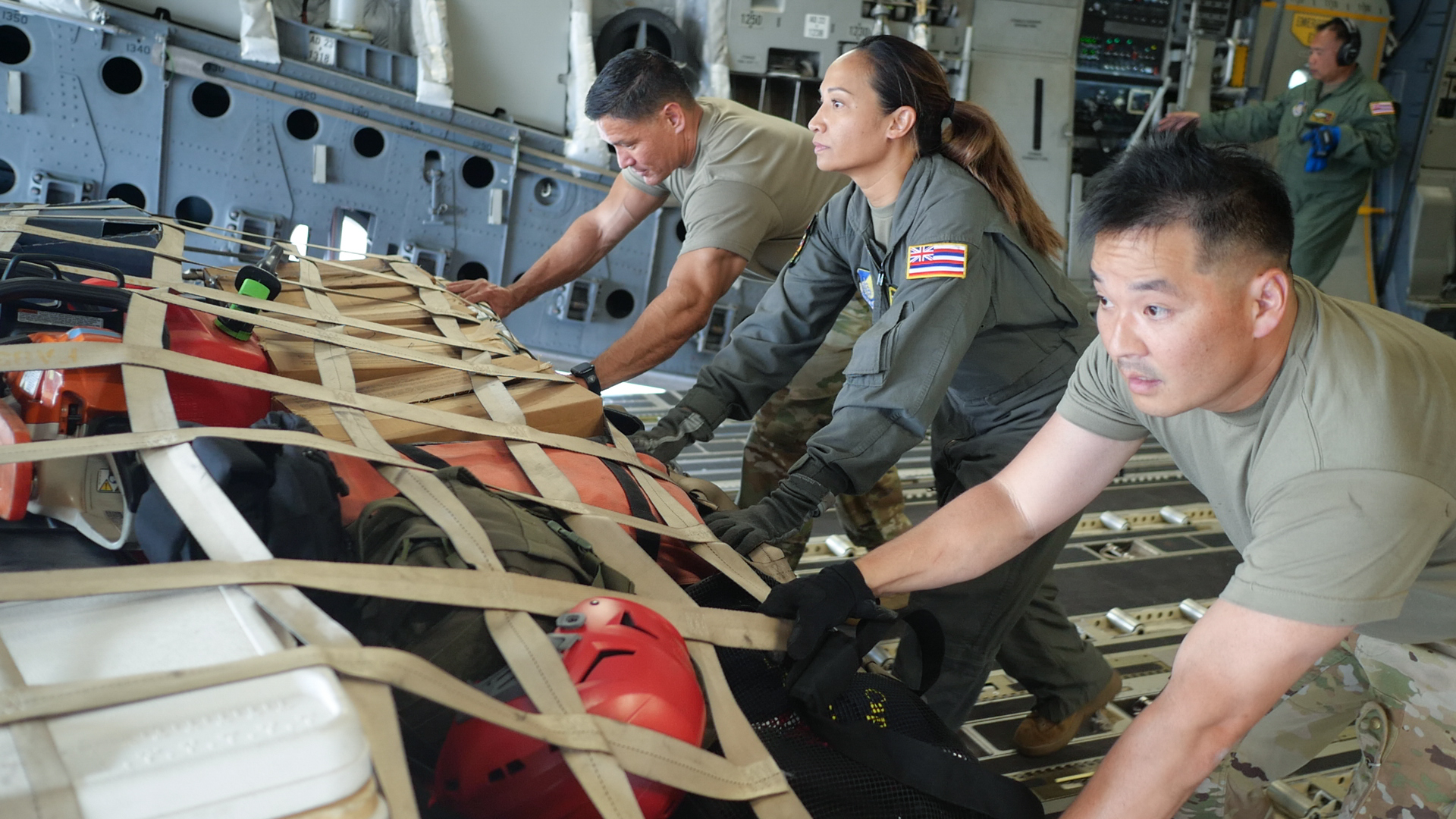
夏威夷陸軍國民警衛隊專家在毛伊島卡胡盧伊機場卸下物資.

夏威夷州長喬希·格林離開夏威夷時，代理州長西维亚·卢克迅速履行職責發布緊急宣言，緊接著啟動夏威夷國民警衛隊的行動。夏威夷國民警衛隊與駐紮在瓦胡島斯科菲爾德營的第25步兵師協同行動，緊急部署到茂宜島和夏威夷島積極投入火災撲滅、搜救行動和交通控制等關鍵任務。在應對火災危機中，警衛隊部署了兩架UH-60黑鷹直升機和一架CH-47 契努克，為滅火工作提供有力支持。
為了進一步應對火災緊急狀態，美國總統喬·拜登採取了重要行動，下令調動「所有可用的聯邦資產」來協助夏威夷野火的應對工作。拜登在一份聲明中強調，美國海岸警衛隊第三艦隊以及美國海軍緊急行動，全力支援應急和救援任務。同時，美國海軍陸戰隊提供了黑鷹直升機，積極參與夏威夷縣的滅火行動。在保障人員安全的同時，美國交通部與商業航空公司緊密合作，有序協助遊客從茂宜島安全撤離。
為了強化海岸警衛的搜救行動，美國海軍派遣了HSM-37海上直升機中隊以及SH-60海鷹直升機準備提供必要的支援。美国印度洋-太平洋司令部也積極做好準備，隨時根據需要提供額外的援助和支持，確保災情得到最佳的控制和處理。
自2023年8月9日起，夏威夷旅遊局要求所有在茂宜島進行非必要旅行的遊客離開該島，並強烈勸阻任何進一步的非必要旅行前往該島。夏威夷航空為前往茂宜島或在島上的旅客提供重新安排行程、獲得旅行積分或在協助疏散時免費取消行程的選擇。
8月11日，夏威夷州州长下令調查山火发生后毛伊岛公共安全警报器没有启动的原因。夏威夷州公共安全警报系统约有400个警报器，但在毛伊岛山火爆发后，警报器并没有被启动。
有居民对夏威夷电力公司提起诉讼，指控该公司面对危险大风预警存在疏忽，没有采取切断电力的措施来降低火灾风险。
8月11日，夏威夷總檢察長安妮·洛佩茲宣布，她的部門將對圍繞野火的“關鍵決策和長期政策進行全面審查”。 
8月16日，州長喬希·格林宣布，他打算暫停出售因火災而受損和毀壞的土地。雖然他承認這種暫停可能會面臨法律挑戰，但他要求“請不要以提出購買土地。請不要接近他們的家人告訴他們，如果達成協議，他們的生活會更好，因為我們不會允許這樣做。”
8月17日，夏威夷州毛伊岛紧急事故管理局局长以健康为由宣布辞职。
8月18日，美国烟酒枪炮及爆炸物管理局派出一支应急响应小组前往夏威夷协助调查大火的起因。

### 註解
1. ↑  夏威夷群島的乾燥條件，和島嶼北部高壓中心與南部數百英里的颶風多拉之間的壓力梯度所產生的風有助於傳播火勢。
2. ↑   在成為美國的州份之前，1946年阿留申群島地震引發的海嘯造成夏威夷群島的165至173人死亡，這被廣泛認為是夏威夷最嚴重的自然災害[46][47]

### 來源
1. ↑  . Fire Information for Resource Management System US/Canada. NASA.   [2023-08-11]. （原始内容存档于2023-08-11）.
2. 1 2 3  . CNN. 2023-08-12  [2023-08-12]. （原始内容存档于2023-08-12）.
3. ↑  Rush, Claire; Dupuy, Beatrice; Sinco Kelleher, Jennifer. . Associated Press. 2023-08-12  [2023-08-12]. （原始内容存档于2023-08-12）.
4. ↑  . County of Maui (报告). 2023-08-12  [2023-08-12]. （原始内容存档于2023-08-12）.
5. 1 2 3 4  . AP News. 2023-09-15  [2023-10-02]. （原始内容存档于2023-09-17） （英语）.
6. ↑  .   [2023-08-12]. （原始内容存档于2023-11-05）.
7. ↑  News, A. B. C. . ABC News.   [2023-08-10]. （原始内容存档于2023-08-10） （英语）.
8. ↑  . governor.hawaii.gov.   [2023-08-10]. （原始内容存档于2023-08-09） （英语）.
9. ↑  Klein, Priscilla Alvarez,Betsy. . CNN. 2023-08-10  [2023-08-11]. （原始内容存档于2023-08-10） （英语）.
10. ↑  Thebault, Reis; Brulliard, Karin; Slater, Joanna. . Washington Post. 2023-08-11  [2023-08-11]. ISSN 0190-8286. （原始内容存档于2023-08-11） （美国英语）.
11. ↑  . Maui County.   [2023-08-13]. （原始内容存档于2023-08-12） （英语）.
12. ↑  . NBC News.   [2023-08-13]. （原始内容存档于2023-08-14） （英语）.
13. 1 2  . 2023-08-09  [2023-08-10]. （原始内容存档于2023-08-09） （英语）.
14. ↑  Ramirez, Rachel. . CNN. 2023-08-09  [2023-08-10]. （原始内容存档于2023-08-10） （英语）.
15. ↑   (PDF). National Interagency Fire Center. 2023-08-01  [2023-08-09]. （原始内容存档 (PDF)于2023-08-04）.
16. ↑  Iati, Marisa; Dance, Scott; Hassan, Jennifer. . Washington Post. 2023-08-09  [2023-08-09]. （原始内容存档于2023-08-09）.
17. 1 2 3  . mauinews.com.   [2023-08-13]. （原始内容存档于2023-08-09） （美国英语）.
18. ↑  Ramos, Alexandre M.; Russo, Ana; DaCamara, Carlos C.; Nunes, Silvia; Sousa, Pedro; Soares, P. M. M.; Lima, Miguel M.; Hurduc, Alexandra; Trigo, Ricardo M. . iScience. 2023-03-17, 26 (3): 106141. Bibcode:2023iSci...26j6141R. ISSN 2589-0042. PMC 10006635 . PMID 36915678. doi:10.1016/j.isci.2023.106141 （英语）.
19. ↑  akrherz@iastate.edu, daryl herzmann. . mesonet.agron.iastate.edu.   [2023-08-13]. （原始内容存档于2023-08-10） （英语）.
20. ↑  . 中国经济网. 2023-08-13  [2023-08-13]. （原始内容存档于2023-08-13） （中文（中国大陆））.
21. ↑  . web.archive.org. 2023-08-12  [2023-08-13]. 原始内容存档于2023-08-12.
22. ↑  . Maui County.   [2023-08-13]. （原始内容存档于2023-08-12） （英语）.
23. ↑  . 2023-08-10  [2023-08-10]. （原始内容存档于2023-08-11） （中文（中国大陆））. 已忽略未知参数|worke= (帮助)
24. ↑  Yan, Holly; Maxouris, Christina; Jackson, Amanda; Lynch, Jamiel. . CNN. 2023-08-09  [2023-08-09]. （原始内容存档于2023-08-09） （英语）.
25. 1 2 3  Kelliher, Jennifer Sinco; McAvoy, Audrey; Weber, Christopher. . AP News. 2023-08-09  [2023-08-09]. （原始内容存档于2023-08-09）.
26. 1 2  Staff. . Hawaii News Now. 2023-08-09  [2023-08-09]. （原始内容存档于2023-08-09）.
27. 1 2  DiFeliciantonio, Chase; Parker, Jordan. . San Francisco Chronicle. 2023-08-11  [2023-08-12]. （原始内容存档于2023-08-12）.
28. ↑  . County of Maui. 2023-08-08  [2023-08-12]. （原始内容存档于2023-08-13）. Maui Fire Department declared the Lahaina brush fire 100% contained shortly before 9 a.m. today.
29. 1 2  Lin, Rong-Gong; Petri, Alexandra E.; Winton, Richard. . Los Angeles Times. 2023-08-11  [2023-08-12]. （原始内容存档于2023-08-12）.
30. ↑  Frosch, Dan; Carlton, Jim. . The Wall Street Journal. 2023-08-12  [2023-08-12]. （原始内容存档于2023-08-11）. All times are from the infographic included in the cited article.
31. ↑  Bogel-Burroughs, Nicholas; Albeck-Ripka, Livia; Mayorquin, Orlando. . 紐約時報. 2023-08-10  [2023-08-12]. （原始内容存档于2023-08-12）.
32. ↑  . 信報網站 hkej.com. 2023-08-15  [2023-08-16]. （原始内容存档于2023-08-18） （中文）.
33. ↑  . Honolulu Magazine. 2023-08-12  [2023-08-12]. （原始内容存档于2023-08-13）.
34. ↑  . NBC News. 2023-08-12  [2023-08-12]. （原始内容存档于2023-08-13）.
35. ↑  . Hawaii News Now. 2023-08-12  [2023-08-12]. （原始内容存档于2023-08-13）.
36. ↑  Yamamura, Kevin. . New York Times. 2023-08-12  [2023-08-12]. （原始内容存档于2023-08-13）.
37. ↑  Petri, Alexandra E.; Winton, Richard; Dolan, Jack; Kaleem, Jaweed; Lin, Summer. . Los Angeles Times. 2023-08-11  [2023-08-12]. （原始内容存档于2023-08-12）.
38. ↑  . 羊城晚报. 2023-08-19  [2023-08-19]. （原始内容存档于2023-08-19）.
39. ↑  Schaefers, Allison. . Honolulu Star-Advertiser. 2023-08-09  [2023-08-10]. （原始内容存档于2023-08-10）.
40. ↑  . Honolulu Star-Advertiser. 2023-08-09  [2023-08-10]. （原始内容存档于2023-08-10）.
41. ↑  . 环球网.   [2023-08-19]. （原始内容存档于2023-08-19） （中文）.
42. ↑  . 香港01. 2023-08-27  [2023-08-27]. （原始内容存档于2023-08-27） （中文）.
43. 1 2  . Honolulu Star-Advertiser. 2023-08-09  [2023-08-10]. （原始内容存档于2023-08-10）.
44. ↑  . mauinews.com.   [2023-08-11]. （原始内容存档于2023-08-11） （美国英语）.
45. ↑  staff, By Star-Advertiser; Aug. 4, 2023. . Honolulu Star-Advertiser. 2023-08-04  [2023-08-11]. （原始内容存档于2023-08-05） （美国英语）.
46. ↑  USGS, , Version 2008_06.1, United States Geological Survey, 2009-09-04  [2018-08-03], （原始内容存档于2020-07-17）
47. ↑  Sommerlad, Joe. . The Independent. 2023-08-11  [2023-08-11]. （原始内容存档于2023-08-11） （英语）.
48. ↑  Thebault, Reis; Brulliard, Karin; Slater, Joanna. . The Washington Post. 2023-08-11  [2023-08-11]. ISSN 0190-8286. （原始内容存档于2023-08-11） （美国英语）.
49. ↑  Carli, Lorraine. . National Fire Protection Association. 2023-08-12  [2023-08-13]. （原始内容存档于2023-08-14）.
50. ↑  Rogers, Paul. . East Bay Times. 2018-11-22  [2018-11-25]. （原始内容存档于2018-11-23）.
51. ↑  . KITV4. 2023-08-09  [2023-08-10]. （原始内容存档于2023-08-10）.
52. ↑  . Maui County.   [2023-08-10]. （原始内容存档于2023-08-10）.
53. ↑  Knutson, Jacob. . Axios. 2023-08-09  [2023-08-09]. （原始内容存档于2023-08-12）.
54. ↑  apnews. . AP News. 2023-08-10  [2023-08-11]. （原始内容存档于2023-08-10） （英语）.
55. ↑  . CBS News. 2023-08-09  [2023-08-10]. （原始内容存档于2023-08-10）.
56. ↑  譯者李晉緯. . 中央社CNA. 2023-08-13  [2023-08-14]. （原始内容存档于2023-08-15）.
57. ↑  . Sing Tao Daily 星島日報加拿大. 2023-08-25  [2023-08-27]. （原始内容存档于2023-08-27） （中文）.
58. ↑  . 中国新闻网. 1970-01-01  [2023-09-02]. （原始内容存档于2023-09-02） （中文）.
59. ↑  Schaefers, Allison. . The Honolulu Star-Advertiser. 2023-08-09  [2023-08-10]. （原始内容存档于2023-08-10）.
60. ↑  Heaton, Jack Truesdale, Thomas. . Honolulu Civil Beat. 2023-08-10  [2023-08-13]. （原始内容存档于2023-08-10） （英语）.
61. ↑  ,   [2023-08-13], （原始内容存档于2023-08-13） （中文（中国大陆））
62. ↑  thurley@staradvertiser.com, By Timothy Hurley; Aug. 10, 2023. . Honolulu Star-Advertiser. 2023-08-10  [2023-08-13]. （原始内容存档于2023-08-11） （美国英语）.
63. ↑  thurley@staradvertiser.com, By Timothy Hurley; Aug. 11, 2023. . Honolulu Star-Advertiser. 2023-08-11  [2023-08-13] （美国英语）.
64. ↑  Press, By Star-Advertiser staff and Associated; Aug. 9, 2023. . Honolulu Star-Advertiser. 2023-08-09  [2023-08-13]. （原始内容存档于2023-08-10） （美国英语）.
65. ↑  . CBSSports.com. 2023-08-10  [2023-08-13]. （原始内容存档于2023-08-12） （英语）.
66. ↑  . KHON2. 2023-08-08  [2023-08-13]. （原始内容存档于2023-08-12） （美国英语）.
67. ↑  . www.cbsnews.com. 2023-08-10  [2023-08-13]. （原始内容存档于2023-08-13） （美国英语）.
68. ↑  Josephs, Leslie. . CNBC. 2023-08-10  [2023-08-13]. （原始内容存档于2023-08-12） （英语）.
69. ↑  Leff, Gary. . View from the Wing. 2023-08-09  [2023-08-13]. （原始内容存档于2023-08-10） （美国英语）.
70. ↑  Staff, H. N. N. . hawaiinewsnow. 2023-08-10  [2023-08-13]. （原始内容存档于2023-08-10） （英语）.
71. ↑  Argel, Arielle. . KITV Island News. 2023-08-10  [2023-08-13]. （原始内容存档于2023-08-11） （英语）.
72. ↑  cwilson@staradvertiser.com, By Christie Wilson; Aug. 11, 2023; am, Updated 11:02. . Honolulu Star-Advertiser. 2023-08-12  [2023-08-13]. （原始内容存档于2023-08-12） （美国英语）.
73. ↑  . mauinews.com.   [2023-08-13]. （原始内容存档于2023-08-12） （美国英语）.
74. ↑  Vacchiano, Andrea. . www.msn.com. 2023-08-14  [2023-08-15]. （原始内容存档于2023-08-19）.
75. ↑  . 2023-08-15  [2023-08-15]. （原始内容存档于2023-08-15） （英语）.
76. ↑  . m.mp.oeeee.com. 2023-08-27  [2023-08-27]. （原始内容存档于2023-08-27） （中文）.
77. ↑  . RFI - 法国国际广播电台. 2023-08-26  [2023-08-27]. （原始内容存档于2023-08-27） （中文）.
78. ↑  . BBC News. 2023-08-14  [2023-08-16]. （原始内容存档于2023-08-16） （英国英语）.
79. ↑  boone, rebecca. . AP News. 2023-08-12  [2023-08-16]. （原始内容存档于2023-08-15） （英语）.
80. ↑  Sanchez, Ray. . CNN. 2023-08-12  [2023-08-16]. （原始内容存档于2023-08-13） （英语）.
81. ↑  . www.cbsnews.com. 2023-08-14  [2023-08-16]. （原始内容存档于2023-09-02） （美国英语）.
82. ↑  Kim, Juliana. . 2023-08-14  [2023-08-17]. （原始内容存档于2023-08-16）.
83. ↑  Yerton, Stewart. . Honolulu Civil Beat. 2023-08-15  [2023-08-17]. （原始内容存档于2023-08-16）.
84. ↑  Berger, Eric. . arstechnica.com. Ars Technica. 2023-08-15  [2023-08-16]. （原始内容存档于2023-08-15）. The US Navy uses high-energy lasers to emit photons that can produce measurable physical damage. But there is no powerful capability like this in space, let alone something that could damage or destroy targets on Earth. To believe this is the case, one would have to fundamentally misunderstand the power needs in space for such a weapon and the power capabilities of existing satellites today.
85. ↑  Sardarizadeh, Shayan; Wendling, Mike. . BBC News. 2023-08-14  [2023-08-15]. （原始内容存档于2023-08-14） （英国英语）.
86. ↑  Fichera, Angelo. . Associated Press. 2023-08-14  [2023-08-15]. （原始内容存档于2023-08-15）.
87. ↑  Phan, Karena. . Associated Press. 2023-08-11  [2023-08-15]. （原始内容存档于2023-08-14）.
88. ↑  . Honolulu Star-Advertiser. 2023-08-09  [2023-08-10]. （原始内容存档于2023-08-10）.
89. ↑  . Honolulu Star-Advertiser. 2023-08-09  [2023-08-10]. （原始内容存档于2023-08-10）.
90. ↑  . Maui Now. 2023-08-08  [2023-08-08]. （原始内容存档于2023-08-08）.
91. ↑  . Hawaii Tourism Authority.   [2023-08-11]. （原始内容存档于2023-08-11） （英语）.
92. ↑  . www.hawaiianairlines.com.   [2023-08-11]. （原始内容存档于2023-08-11）.
93. ↑  美国夏威夷州州长下令对毛伊岛山火应急响应进行审查
94. ↑  . m.mp.oeeee.com. 2023-08-13  [2023-08-13]. （原始内容存档于2023-08-13） （中文）.
95. ↑  . governor.hawaii.gov. 2023-08-11  [2023-08-13]. （原始内容存档于2023-08-12）.
96. ↑  Otis, Ginger Adams; Pisani, Joseph. . The Wall Street Journal. 2023-08-17  [2023-08-17]. （原始内容存档于2023-08-17） （美国英语）.
97. ↑  . 中国新闻网_梳理天下新闻. 2023-08-18  [2023-08-18]. （原始内容存档于2023-08-31） （中文）.
98. ↑  . 火灾_手机网易网. 2023-08-19  [2023-08-19]. （原始内容存档于2023-08-19）.

## 外部連結
- 维基共享资源上的相關多媒體資源：2023年夏威夷山火